# Махровский, Виктор Геннадьевич
Ви́ктор Генна́дьевич Махро́вский (25 марта 1886 (6 апреля 1886), Саратов — 26 июня 1956, Ленинград) — советский ученый-метролог, видный специалист в области общей метрологии и механических измерений, профессор, доктор технических наук. Один из создателей единственной в мире 12-метровой измерительной машины ВНИИМ, с разработкой которой стало возможным решение проблемы точных измерений деталей в судостроении и машиностроении.

## Биография

### Ранние годы
Родился 25 марта (6 апреля) 1886 года в Саратове потомственных священнослужителей. Дед — Иван Николаевич Махровский — был дьячком и служил в Архангельской церкви села Контеево Буйского уезда Костромской губернии. Отец — Геннадий Иванович Махровский — протоиерей Русской православной церкви, преподаватель Саратовской духовной семинарии, настоятель Свято-Троицкого кафедрального собора города Саратова. Мать — Лидия Ивановна Махровская, в девичестве — Алфионова, дочь саратовского протоиерея Иоанна Алфионова, впоследствии архимандрита и настоятеля саратовского мужского Спасо-Преображенского монастыря.
В 1919 году отец Виктора, протоиерей Геннадий Махровский, был арестован по обвинению в контрреволюционной деятельности и расстрелян по приговору Саратовской ЧК. Остальных членов семьи репрессии не коснулись, однако в будущем Виктор Махровский был вынужден скрывать этот факт семейной истории. Так, в официальной автобиографии, подготовленной в 1945 году, он писал, что «родился в семье педагога».
Виктор был вторым ребенком в многодетной семье Махровских. Почти все его братья и сестры получили хорошее образование. Старший брат Александр (1883—1968) стал педагогом; младший брат Константин (1887—1919) обучался на медицинском факультете Варшавского университета; сестра Елена (1889—1972) окончила Саратовскую Императорского Русского музыкального общества Алексеевскую консерваторию, работала преподавателем в Архангельском музыкальном училище; сестра Надежда (1890—1918) обучалась на Высших женских медицинских курсах по программе медицинского факультета Императорского Николаевского университета; сестра Анна (1896—1980) окончила физико-математический факультет Саратовского университета и стала учителем математики; сестра Серафима (1899—1972) окончила медицинский факультет Саратовского университета и всю жизнь проработала врачом.
При этом только Виктор, единственный из всей семьи, сделал серьезную научную карьеру. Школу он окончил в 1904 году, затем учился в Боголюбовском рисовальном училище. Университет в Саратове к тому моменту еще не был открыт, поэтому Виктор Махровский поступил на математический факультет Императорского Казанского университета, по окончании которого в 1910 году был удостоен Диплома первой степени. В том же году Виктор Махровский был «допущен к преподаванию
26 уроков математики, физики и космографии» в Петровской женской гимназии. Однако уже в 1912 году он уволился из гимназии, так как решил продолжить свое образование в Санкт-Петербурге.

### Учеба в Технологическом институте
В 1912 году Виктор Махровский поступил на механическое отделение Санкт-Петербургского практического технологического института Императора Николая I, но окончил в 1916 году уже Петроградский Императорский Технологический институт: вуз сменил название вместе с городом из-за вступления Российской империи в Первую мировую войну. Таким образом в возрасте 30 лет Виктор Махровский получил второй диплом о высшем образовании и звание инженера-технолога с правом поступления на государственную службу в чине X класса и «производства всякого рода строительных работ и составлению проектов всяких зданий и сооружений».
Искать работу Махровскому не пришлось: еще будучи студентом, в 1915 году, он занял должность инженера в только что созданном Центральном военно-промышленном комитете (ЦВПК). Основной задачей комитета было централизованное получение правительственных заказов
на поставку военного снаряжения и размещение их на промышленных предприятиях. В составе ЦВПК выделялось несколько отраслевых секций: механическая, металлургическая, химическая, угольная, нефтяная, юридическая, финансовая, по изобретениям, автомобильная, авиационная, санитарная, продовольственная, вещевая, по снабжению армии и др.. В комитете Виктор Махровский работал до 1 января 1917 года, на этом основании ему была предоставлена отсрочка от армии до мая 1917 года включительно.
Параллельно, с 1916 по 1918 год, Махровский работал помощником заведующего столом заказов и калькуляторов в Объединенных мастерских Петроградских высших учебных заведений при Технологическом институте, где выполняли различные заказы военной промышленности. Поверку и испытания различных лекал, винтовых и артиллерийских калибров и других точных инструментов для Объединенных мастерских производили в отделении
мер длины и времени Главной палаты мер и весов. Исследователь биографии В. Г. Махровского, кандидат исторических наук, член-корреспондент Российской Метрологической академии и заведующая Метрологическим музеем Росстандарта Елена Борисовна Гинак полагает, что именно в это время установились первые контакты ученого с будущими коллегами: спустя 20 лет Виктор Махровский возглавил лабораторию мер длины во Всероссийском научно-исследовательском институте метрологии имени Д. И. Менделеева (ВНИИМ), который являлся прямым наследником главного метрологического учреждение Российской империи.
В феврале 1917 году Махровский обвенчался в Троице-Измайловском соборе Петрограда с 19-летней Александрой Ивановной Тимофеевой, а в декабре 1917 года, у них родилась дочь — Александра Викторовна Махровская. Для обеспечения семьи Виктор Махровский устроился еще на одну работу — инженером технической части в Управление шоссейных дорог. В его обязанности входило приобретение материалов и инструментов, необходимых для выполнения военных заказов. В управлении он проработал до 1919 года, когда учреждение было переведено в Москву. Махровский был вынужден уехать из Петрограда и вернуться к своей первой специальности: он стал заведующим школой 2-й ступени в деревне Лудони Лужского уезда Петроградской губернии. В 1922 году ему пришлось уволиться «ввиду ликвидации школы». С этого времени трудовая деятельность Виктора Махровского была связана с металлообрабатывающей промышленностью, крупнейшими оружейными заводами и проектными институтами страны.

### Работа на Ижевском и Тульском заводах
В декабре 1922 года Виктор Махровский начал работать на Ижевском оружейном заводе: сначала инженером для поручений при техническом директоре, затем председателем комиссии по производству цементирующего порошка «Березоль», а с мая 1923 года — еще и заведующим инструментальным производством. Перед предприятием была поставлена задача освоить выпуск гражданской продукции. Ижевский завод начал выпускать железнодорожные буферы, молибденово-кислый аммоний, бархатные напильники, приспособления и агрегаты для крестьянских хозяйств и уже упомянутый «Березоль». Создание производства по выпуску цементирующего порошка положило начало химической промышленности Ижевска. Таким образом Махровский стоял у ее истоков.
Осенью 1924 года Виктор Махровский перешел на Тульский оружейный завод, где тоже занимался выпуском гражданской продукции: заведовал текстильной и механической лабораторией, руководил испытательной станцией и экспериментальной частью, принял участие в проектировании первого в СССР хлопчатобумажного ватера — прядильной машины с экстравысокой вытяжкой, выпуск которой был налажен на Ленинградском механическом заводе им. Карла Маркса, бывшем заводе Лесснера.
В сентябре 1926-го Махровский вернулся в Ленинград и до 1928 года работал на Механическом заводе № 7: заведовал цехом в мастерской массовых текстильных деталей, возглавлял конструкторское бюро по ремонту текстильных станков, прядильный и прокато-машинный отделы. Позже в своей автобиографии Махровский писал: «В силу независящих от меня обстоятельств, а также благодаря личной предрасположенности мне пришлось работать в рядах пионеров на различных участках фронта организации и реконструкции металлообрабатывающей промышленности нашей страны».

## Научная и педагогическая деятельность
В 1928 году Виктор Махровский поступил на работу в Государственный институт по проектированию новых металлургических заводов (Гипромез), сначала на должность инженера, затем — старшего конструктора Бюро инструментов и приспособлений. 24 сентября 1929 года в «Красной газете» появилась статья «Лжеспециалисты на Гипромезе» с подзаголовком «Завод заводов должен очиститься от этой накипи». В публикации отмечалось, что, с одной стороны, «в Гипромезе собраны лучшие наши технические силы „сливки нашего инженерства и профессуры“», но с другой — что там якобы много неквалифицированных и даже малограмотных специалистов, которые нечистоплотны в решении научных и технических задач и был приведен ряд фамилий, в числе которых В. Г. Махровский. «Появление такого рода статьи могло закончиться большими проблемами для фигурантов. Однако через некоторое время в этой же газете было опубликовано опровержение „Ошибка в заметке“, где сказано, что после расследования прокуратурой Московско-Нарвского района факты первой статьи не подтвердились и по данным следствия и Гипромеза В. Г. Махровский и еще четыре специалиста „являются ценными необходимыми работниками“. Довольно редкий случай в те времена», — отмечает в своем исследовании биограф ученого, заведующая Метрологическим музеем Росстандарта Е. Б. Гинак.
В 1930 году Махровского перевели во вновь созданный Государственный институт по проектированию специальных металлических производств (Гипроспецмет), там он проработал до 1933 года, сначала старшим инженером, затем руководителем бюро рационализации материалов. В этот период Виктор Махровский начинает вести активную исследовательскую деятельность в сфере метрологии, публикует работы: «Допуски для длин» (1932), «Допуски для инструментальных конусов» (1933) и др. Тогда же Виктор Махровский начинает преподавать: в августе 1930 года он назначен доцентом по курсу «Нормы и допуски» в Ленинградском машиностроительном институте (отраслевом ВУЗе Ленинградского политехнического института) C 1932 по 1934 год Махровский читает курс сопромата в Военно-технической академии РККА на факультете моторизации и механизации армии, с 1934 года руководит аспирантами по специальности «Метрология линейных измерений», а с 1935 года преподает физику в Академии художеств.

### Работа во ВНИИМ
В июне 1939 года Махровский переходит на работу во Всесоюзный научно-исследовательский институт метрологии на должность и. о. руководителя лаборатории концевых мер длины: ранее ученый плотно сотрудничал с ВНИИМ, занимаясь разработкой темы «Линейные измерения. Допуски и посадки». Его первый научный труд «Допуски для длин», опубликованный в 1932 году, был кратким изложением доклада, подготовленного для комиссии по допускам Главной палаты мер и весов (официальное название ВНИИМ до 1931 года).
В первый, самый тяжелый год Великой Отечественной войны Махровский вместе с семьей оставался в блокадном Ленинграде, но уже летом 1942 года был командирован от ВНИИМ в Таджикское управление мер и измерительных приборов, расположенное в Сталинабаде, для работы в лаборатории калибров. Ему разрешили взять
с собой семью: жену Александру Ивановну Махровскую, дочь Александру Викторовну Махровскую и внучку Ольгу: девочка появилась на свет в окруженном врагом Ленинграде 17 сентября 1941 года.
Сведений о жизни и работе Махровского в Сталинабаде не сохранилось. Весной 1944 года он был вызван в подмосковный Загорск, где до июня 1945 года занимал должность заместителя начальника технического отдела Московского государственного института мер и измерительных приборов (МГИМИП, ныне ВНИИМС). В 1944 году Махровский по распоряжению председателя Комитета по делам мер и измерительных приборов при СНК СССР А. П. Кузнецова был включен в состав творческой группы по подготовке 2-й части юбилейного сборника «Государственная служба мер и весов в СССР». Книга вышла в 1945 году, в предисловии от редакционной коллегии отмечено, что «В. Г. Махровский принимал участие в ее подготовке».
18 мая 1945 года Виктору Махровскому с семьей было разрешено вернуться в Ленинград, во ВНИИМ им. Д. И. Менделеева (имя великого ученого было присвоено институту 10 января 1945 года) он занял должность заместителя руководителя лаборатории концевых мер. К этому времени у Махровского была готова кандидатская диссертация по теме «Основная теорема теории ошибок механизма (допуски для длин)». Защита состоялась 25 июня 1945 года. Официальными оппонентами выступили: доктор технических наук, профессор Н. С. Михельсон, кандидат технических наук Л. М. Маликов, старший научный сотрудник М. Л. Бжезинский. Решением ученого совета ВНИИМ Виктору Геннадьевичу Махровскому была присуждена ученая степень кандидата технических наук.
С 1 октября 1945 года Махровский получил должность руководителя лаборатории, а в 1948 году стал руководителем отдела основных единиц измерений, где продолжил научную работу в области метрологии и теории точности механизмов. Ее результатом стала защита в 1949 году докторской диссертации «О некоторых общих вопросах метрологии и теории точности механизмов», тогда же Виктору Махровскому была присуждена ученая степени доктора технических наук и звание профессора по специальности «Метрология».
До 1956 года Виктор Махровский руководил во ВНИИМ отделами основных единиц и механических измерений. Он принимал непосредственное участие в основных метрологических работах, связанных с измерениями длины, чистоты поверхности, твердости, а также в работе различных научных комитетов, в разработке и установлении допусков для резьб, линейных размеров и конических поверхностей, в организации измерительных лабораторий в промышленности. Под его руководством создана оригинальная схема классификации качества поверхности и выведены основные формулы теории точности механизмов. Виктор Махровский — один из создателей единственной в мире 12-метровой измерительной машины ВНИИМ, с разработкой которой стало возможным решение проблемы точных измерений деталей в судостроении и машиностроении.
Виктор Геннадьевич Махровский ушел из жизни 26 июня 1956, похоронен в Ленинграде, ныне Санкт-Петербурге.

## Основные научные публикации
Виктор Махровский — автор свыше 80 научных работ, в том числе монографии «О некоторых общих вопросах метрологии и теории точности механизмов» (1949).
В настоящее время в Генеральном алфавитном каталоге книг на русском языке (1725—1998) Российской национальной библиотеки (РНБ) можно найти следующие труды ученого:
- Махровский В. Г. Справочник мотоциклиста. Пер. с англ. — Тула, 1926. — 126 с., с илл.
- Махровский В. Г. Допуски для длин. — Л.— М.: Стандартизация и рационализация, 1932. — 36 с., с черт.
- Махровский В. Г. Допуски для конусов. Допуски для инструментальных конусов. — Л.— М.: Стандартизация и рационализация, 1933. — 58 с., с черт.
- Махровский В. Г., Левитский С. Н. Производство режущего инструмента. — Л.— М.: ОГИЗ — Гос. науч. техн. изд., 1932. — 90 с., с илл.
- Махровский В. Г. Допуски на резьбу, длины и конуса. — Л.— М.: Стандартизация и рационализация, 1937. — 211 с., с илл.
- Махровский В. Г. Инструкция для проверки рабочих образцов чистоты поверхности. — М., 1952.— 22 с., с илл.

А также ряд сборников под редакцией Виктора Махровского:
- Альбом режущего инструмента / Под ред. В. Г. Махровского. — Л.— М.: Госмашметиздат, 1934. — 422 с., с черт.
- Исследования в области измерения длины, массы, времени / Под ред. В. Г. Махровского. — Л., 1947.
- Исследования в области линейных измерений / Под ред. проф. В. Г. Махровского. — Л.— М.: Машгиз, 1951. — 133 с., с илл.
- Стандартизация и нормализация в машиностроении / Под ред. проф., д-ра техн. наук В. Г. Махровского. — Л.— М.: Машгиз, 1955. — 348 с., с черт.

## Семья
- Отец — Геннадий Иванович Махровский (1857—1919), протоиерей Русской православной церкви, преподаватель Саратовской духовной семинарии, настоятель Свято-Троицкого кафедрального собора города Саратова.
- Мать — Лидия Ивановна Махровская (1863—1944, в девичестве — Алфионова), дочь саратовского протоиерея Иоанна Алфионова, впоследствии архимандрита и настоятеля саратовского мужского Спасо-Преображенского монастыря[2].
- Супруга — Александра Ивановна Махровская (в девичестве — Тимофеева).
- Дочь — Александра Викторовна Махровская (1917—1997), архитектор, советский ученый-градостроитель, крупный специалист в области реконструкции исторической застройки и охраны уникального историко-культурного наследия, член-корреспондент Российской академии архитектуры и строительных наук (РААСН)[8].

## Награды и память
В 1946 году Виктор Махровский был награжден медалью «За доблестный труд во время Великой Отечественной войны» и нагрудным знаком «Отличник измерительной техники».
Портрет доктора технических наук, профессора В. Г. Махровского размещен в портретной галерее ученых ВНИИМ им. Д. И. Менделеева, внесших значительный вклад в развитие метрологии.